# Выборы в 2008 году
5 января в  Грузии состоялись Президентские выборы, на которых победил Михаил Саакашвили. Одновременно в Грузии состоялся референдум по вступлению в НАТО, на котором 70 % населения высказались за вступление в альянс.
20 января в  Сербии состоялся 1-й тур Президентских выборов, в котором победил Томислав Николич. Во втором туре, прошедшем 3 февраля, победу однако, с перевесом голосов менее 3 процентов, одержал Борис Тадич.
11 марта из-за разногласий по поводу реакции на Провозглашение независимости Косова президент Сербии назначил досрочные парламентские выборы на 11 мая. Победу на них одержал проевропейский блок «За европейскую Сербию» Бориса Тадича.

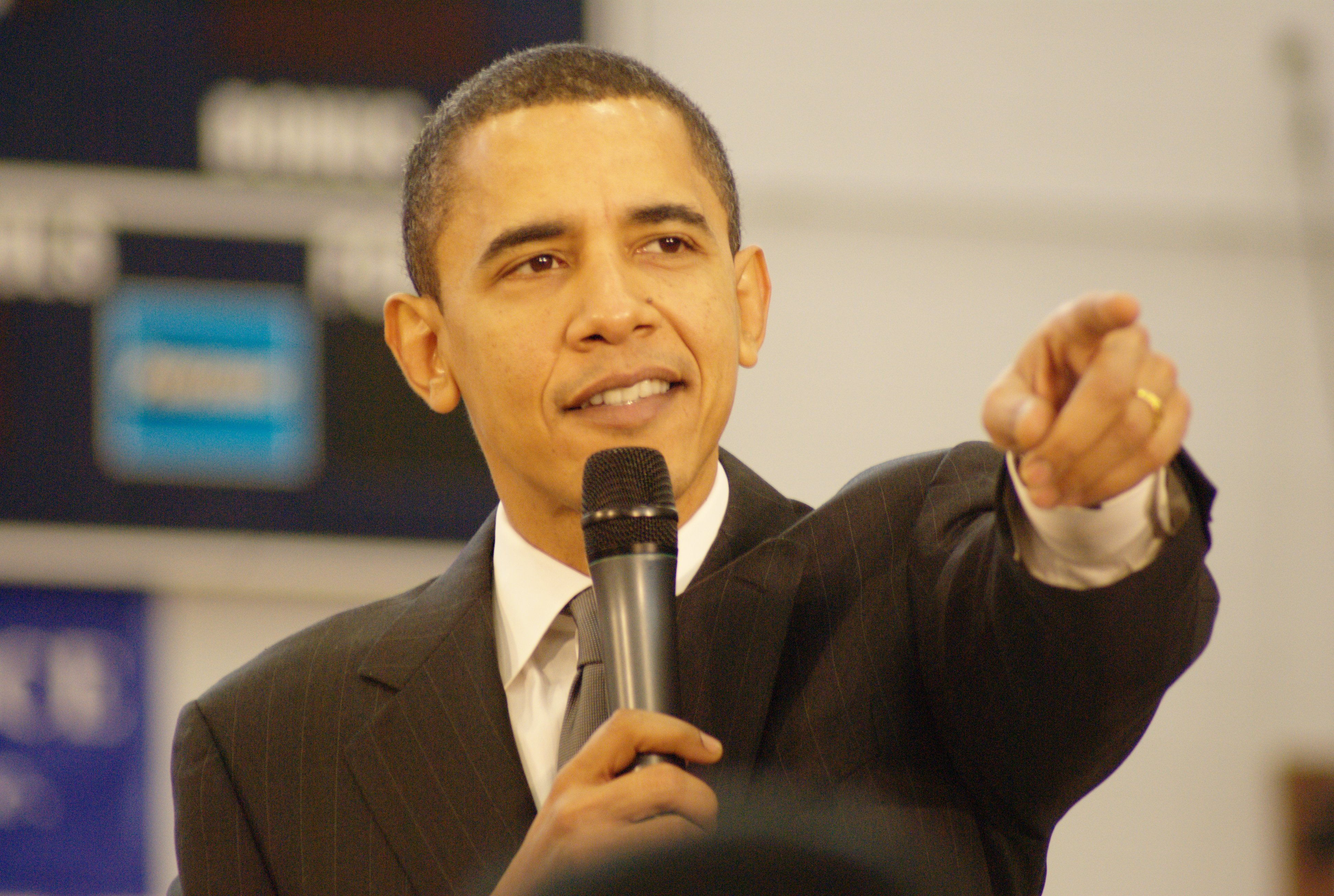

Главной интригой выборов 2008 года стала  Президентская гонка в США.
5 февраля состоялся «супер-вторник». Это день выборов делегатов на партийные съезды в США. 4 июня — В ходе предварительных выборов кандидатом в президенты США от Демократической партии был избран Барак Обама. Хиллари Клинтон, проигравшая голосование, объявила, что намерена баллотироваться в вице-президенты. От республиканской партии был выдвинут Джон Маккейн.
Собственно выборы прошли 4 ноября. 44-м президентом стал Барак Обама.
19 февраля состоялись  Президентские выборы в Армении.

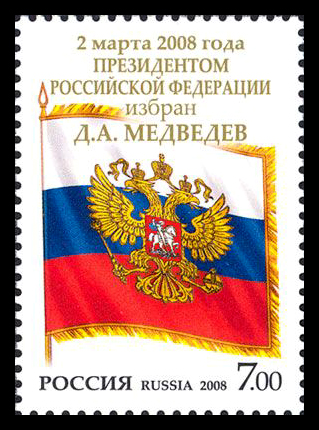

На  выборах президента России, прошедших 2 марта. Победил Дмитрий Медведев, преемник Владимира Путина.
 Президентские выборы на Тайване (2008) прошли 22 марта. Победил лидер тайваньской оппозиции 57-летний Ма Инцзю.
25 мая парламент  Ливана избрал Мишеля Сулеймана президентом Ливанской Республики.
28 сентября тихо и незаметно, без лишней помпы прошли  парламентские выборы в Беларуси.
8 октября в результате затянувшегося парламентского кризиса Президент Украины распустил парламент. Дата  внеочередных выборов сперва была назначена на 7 декабря, 20 ноября выборы были перенесены на 14 декабря, а затем отложены на неопределённый срок.